# Листопад
- I Січень
- II Лютий

- III Березень
- IV Квітень
- V Травень

- VI Червень
- VII Липень
- VIII Серпень

- IX Вересень
- X Жовтень
- XI Листопад

- XII Грудень

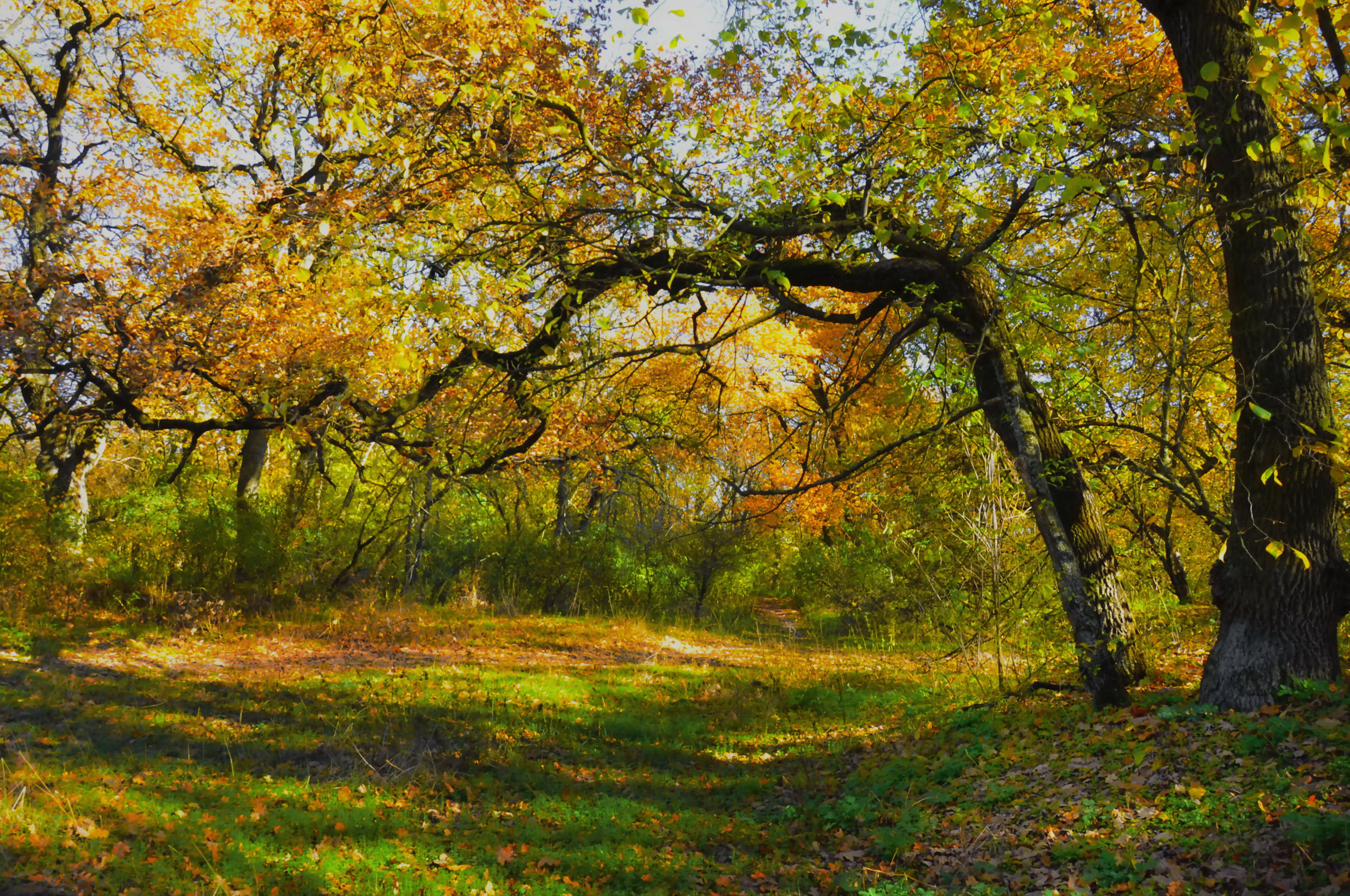
Листопад на Січеславщині

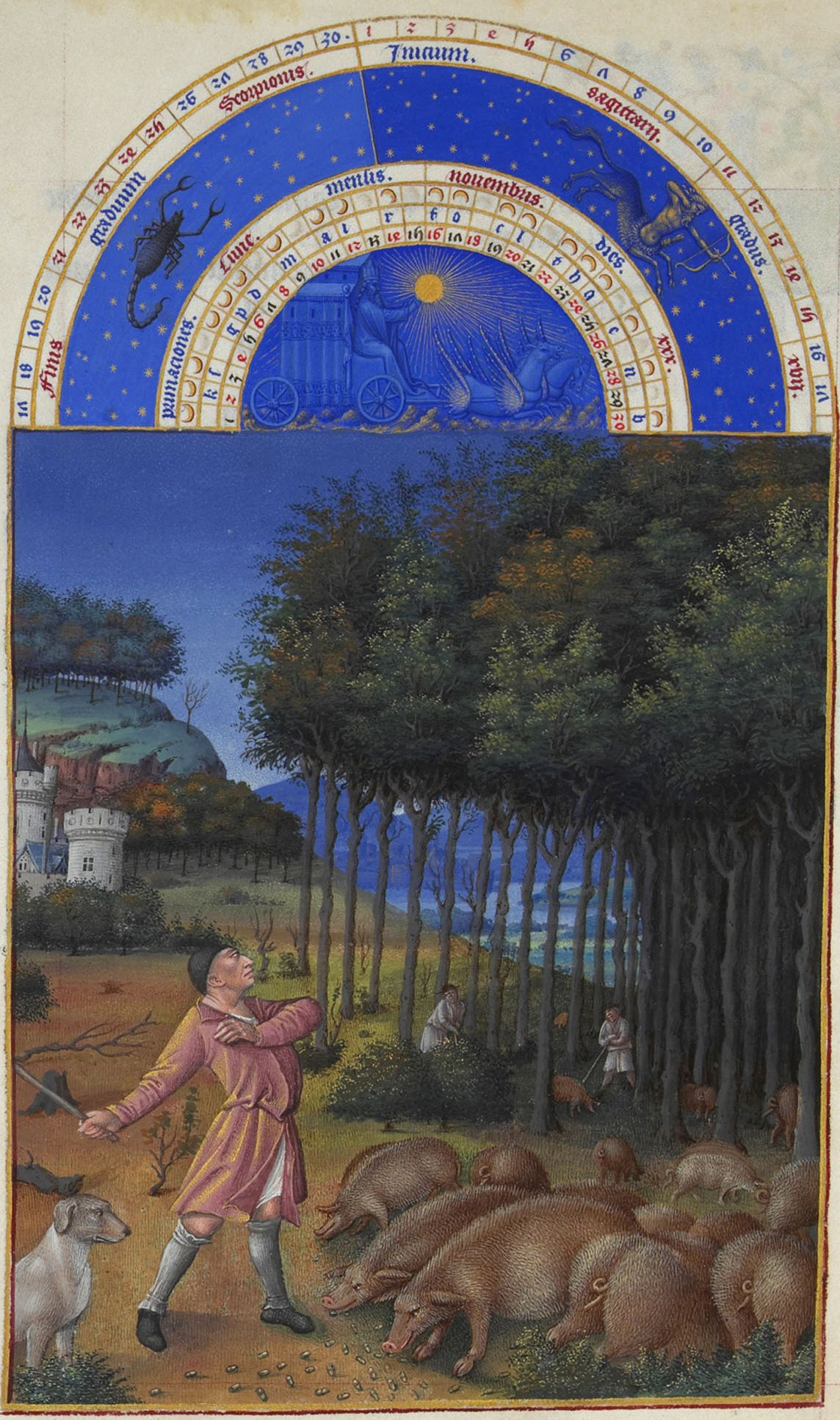
Мініатюра Листопад з «Розкішного часослова герцога Беррійського».

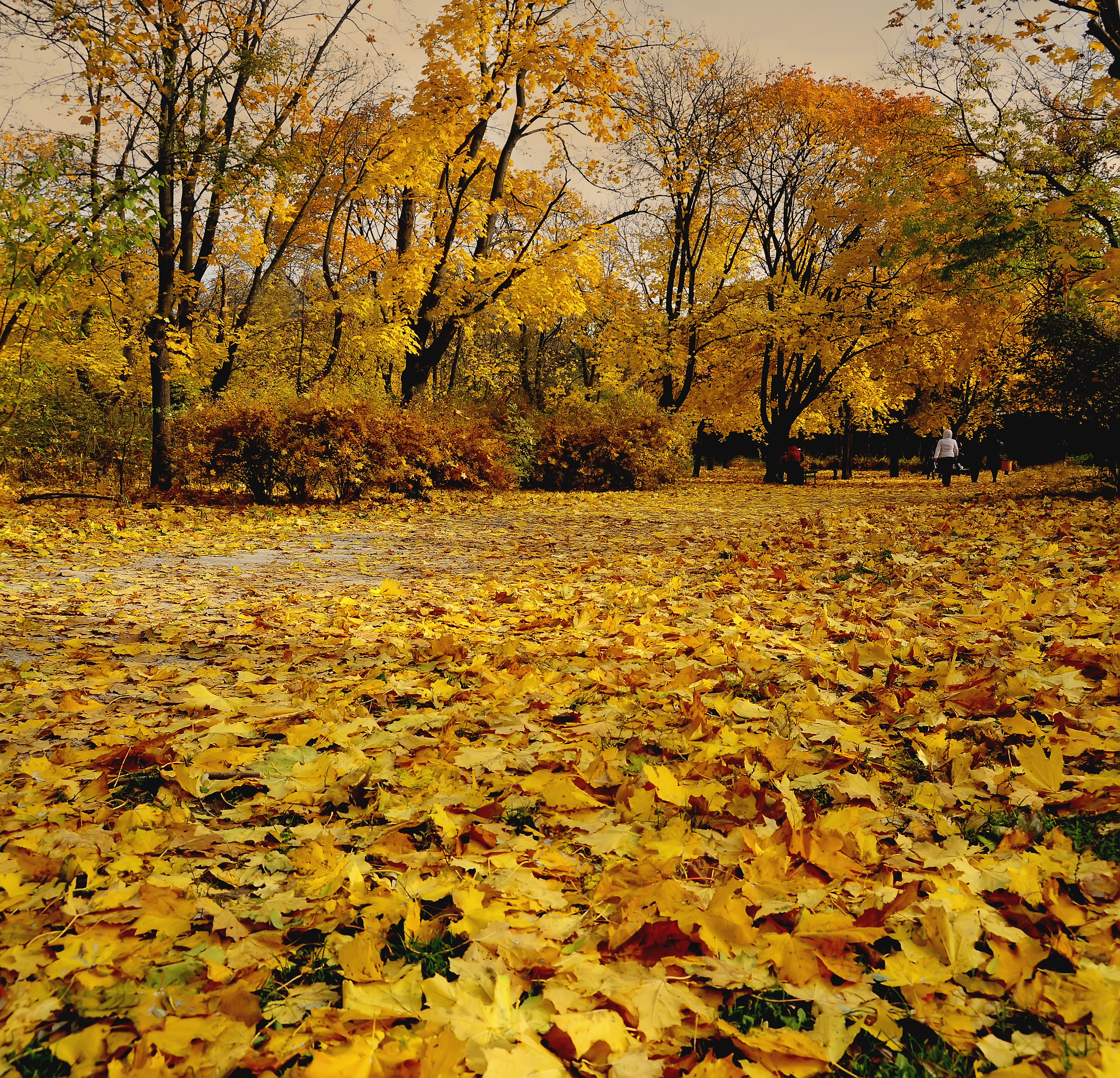
Листопад у парку

Листопа́д, заст. падоли́ст — одинадцятий місяць року в юліанському та григоріанському календарях. Один із чотирьох місяців, що налічують 30 днів.

## Назва
Назва листопад прийшла із західноукраїнських земель. У цей час там і на півдні опадає листя. А на сході та півночі України — дерева вже безлисті. Тому в Київській Русі останній місяць осені звався груднем, а перший місяць зими мав іншу назву — стоуденъ, стоуденꙑи.
У «Повісті временних літ» листопад називається саме «груднем»:
|                           | Поидоша с нимь въскорѣ на колѣхъ, а по грꙋднꙋ пути, бѣ бо тогда мс̑ць грꙋдєнъ, рєкшє ноꙗбрь. |
| — «Повість врем'яних літ» |                                                                                             |

Назва «листопад» вживалася щодо жовтня (за винятком галицьких земель, де назви були аналогічні сучасним), у Наддніпрянській Україні ця тенденція протрималася до XX століття, про що свідчить «Словарь української мови» Бориса Грінченка. Схожі назви існують у білоруській (лістапад), польській і чеській (listopad) мовах. У хорватській словом listopad називають жовтень.
Народні назви: грудкотру́с, листопа́день, падоли́ст, бра́тчини, напівзи́мник, ворота зими, листогні́й, полузеле́ник, перези́мник, кова́ль, сонцеворо́т.
Назви листопада в більшості мов сходять до лат. November, утвореної від числівника novem («дев'ять»): у календарі Ромула рік починався в березні, тому листопад був дев'ятим місяцем.

## Кліматична характеристика в Україні
Середня температура повітря в листопаді, за винятком Українських Карпат, залишається додатною, і коливається від 1—2 °C на півночі та сході, до 4—6 °C на півдні країни й на Закарпатті; на Південному узбережжі Криму — від 8 до 10 °C. Абсолютний мінімум температури становить мінус 20—33 °C, на півдні — мінус 14—21 °C, на Південному узбережжі Криму — мінус 8—10 °C. Абсолютний максимум — від 19 до 28 °C, на Закарпатті, півдні Одещини та в Криму — до 30 °C.
З другої декади листопада на більшій частині території України, крім півдня та південного заходу, здійснюється перехід середньої добової температури повітря через 0 °C, що є кліматичною ознакою початку зими. У південних і західних областях завершується перехід середньої добової температури через 5 °C.
Середня кількість опадів складає 34—44 мм, у північно-східних областях — 48—50 мм, на Закарпатті — до 69 мм, а в гірських районах — до 140 мм.
Історичний мінімум температури (мінус 31,0 °C) зафіксовано 1953 року в м. Гуляйполе, на Південному узбережжі Криму — 1963 року в м. Севастополь (мінус 12,5 °C). Історичний максимум температури (29,7 °C) спостерігався 1926 року в м. Болград.

## У фольклорі
- У листопаді голо в саді;
- Листопад не лютий, проте спитає, чи вдягнений та взутий;
- Листопад завжди хитрує: і осені служить, і зимі шлях торує[13].

## Галерея

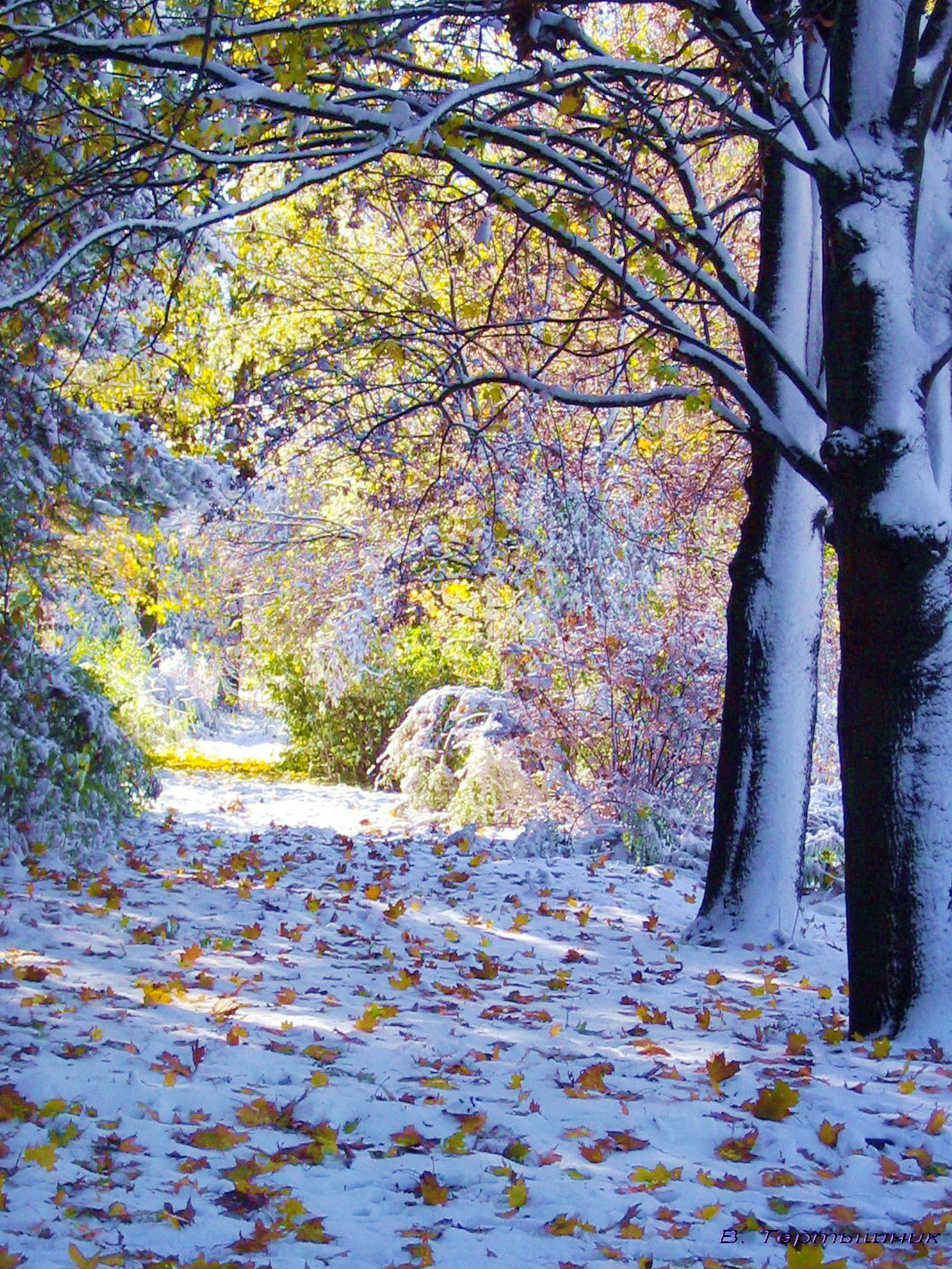
Сніг у листопаді
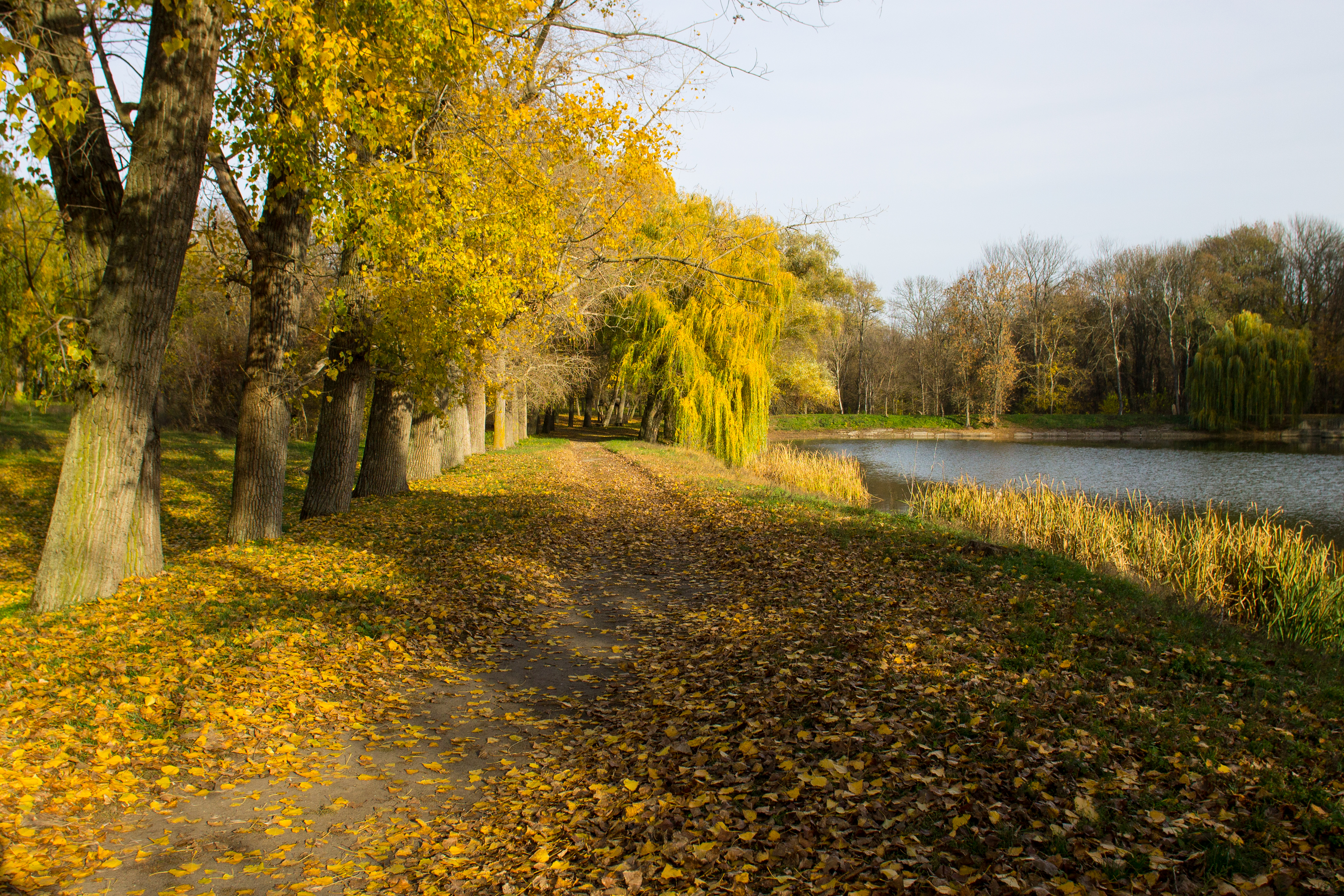
Листопад в Онуфріївському парку
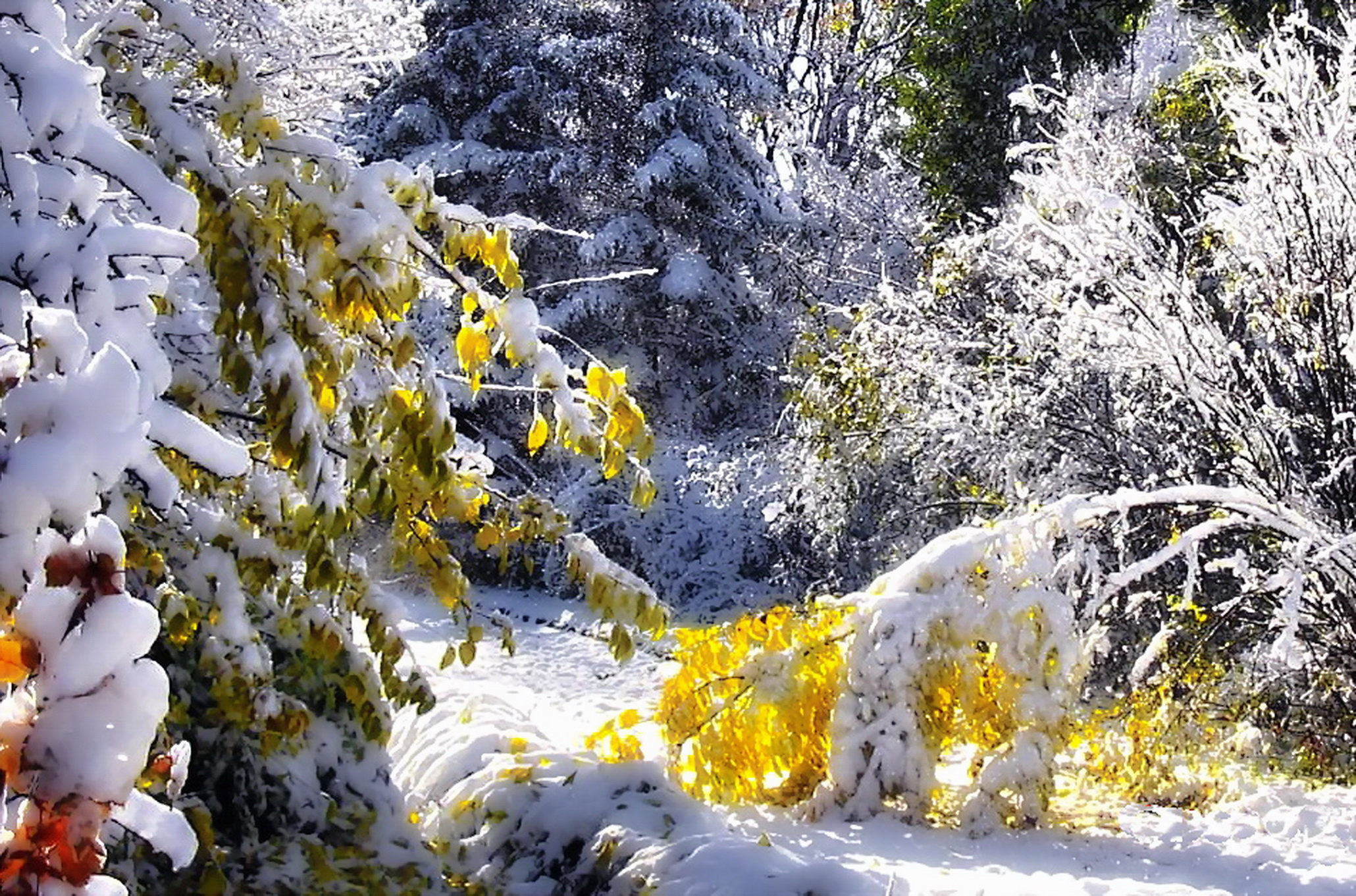
Листопад у м. Дніпро.
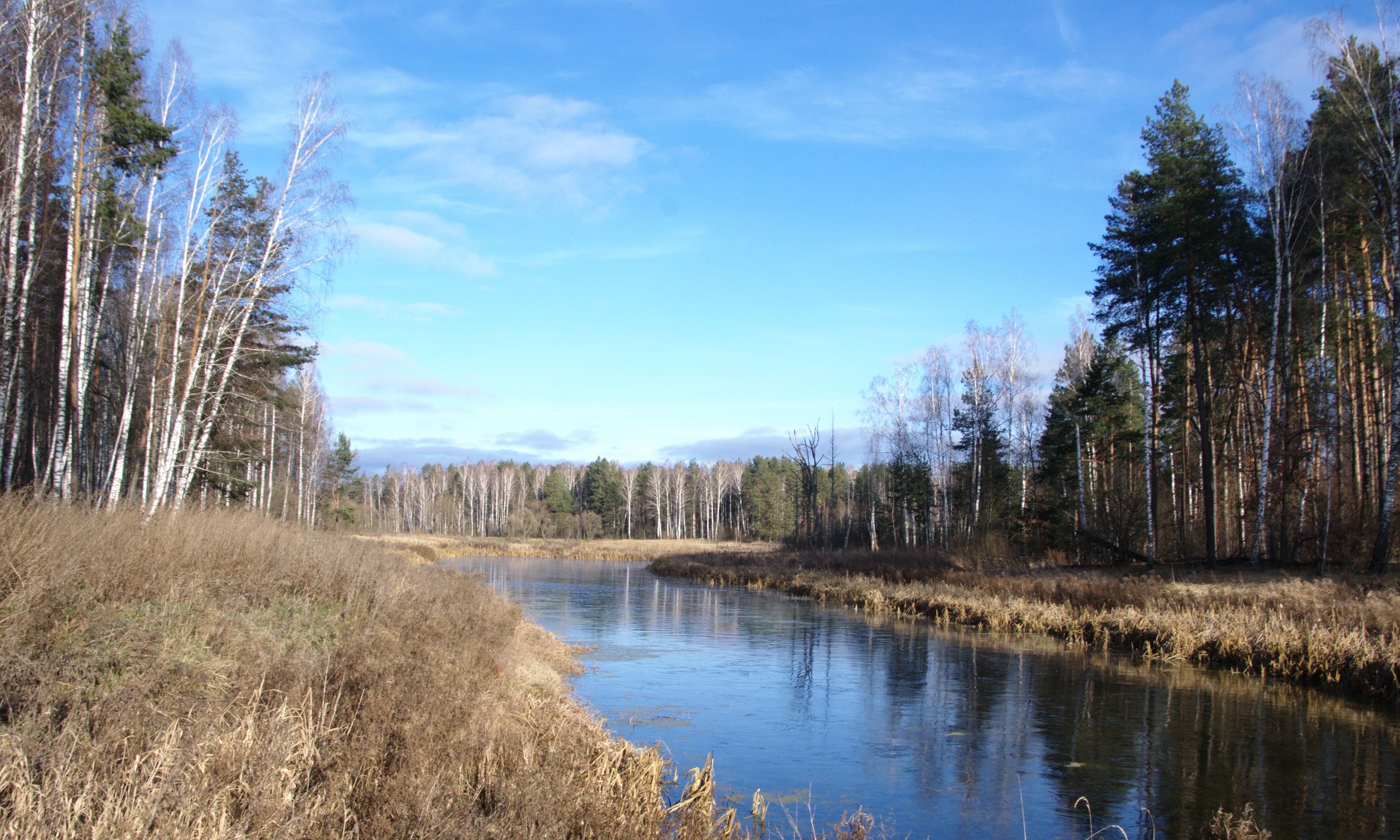
Листопад напередодні зими
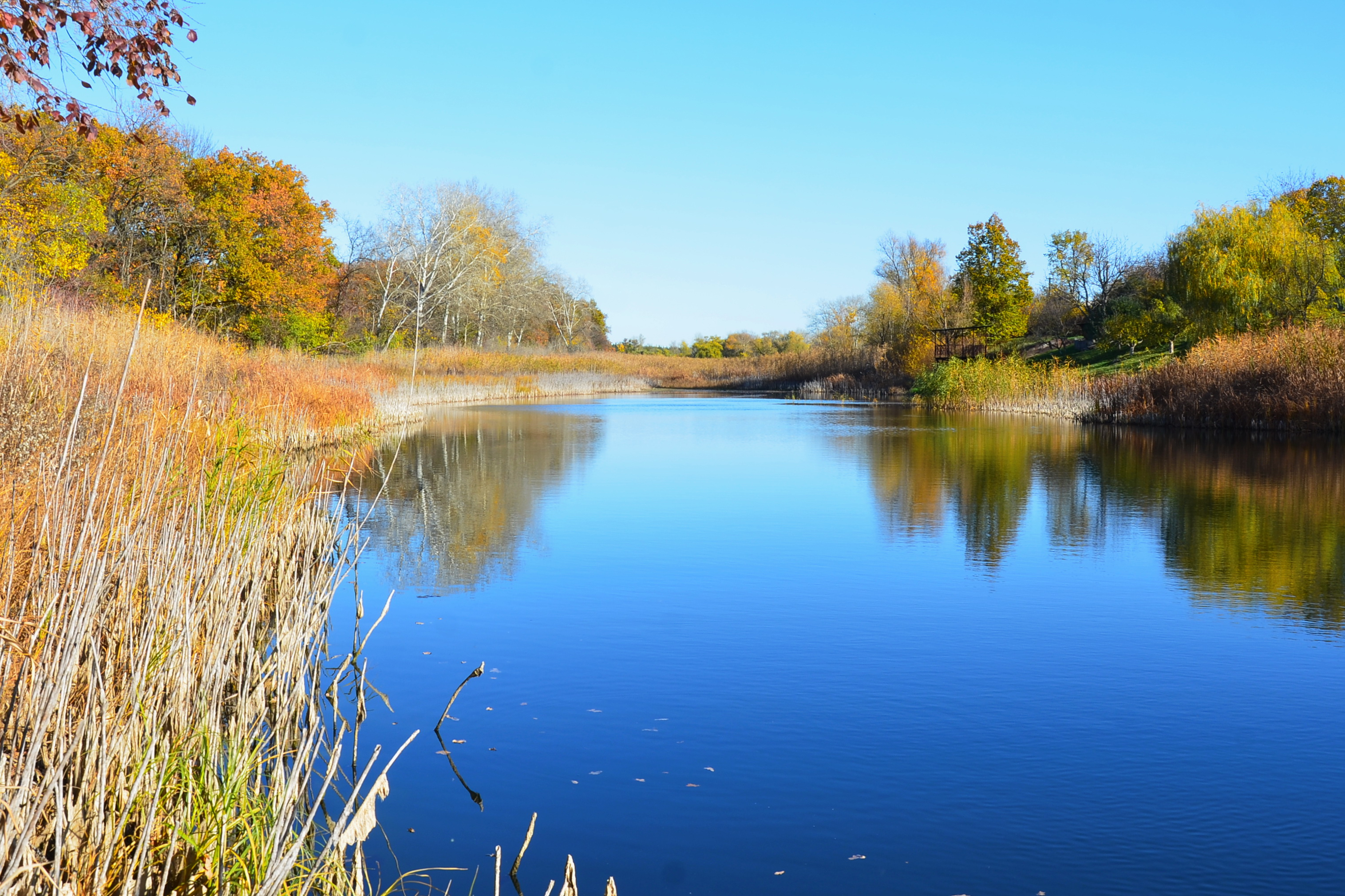
Барви листопада на Орелі
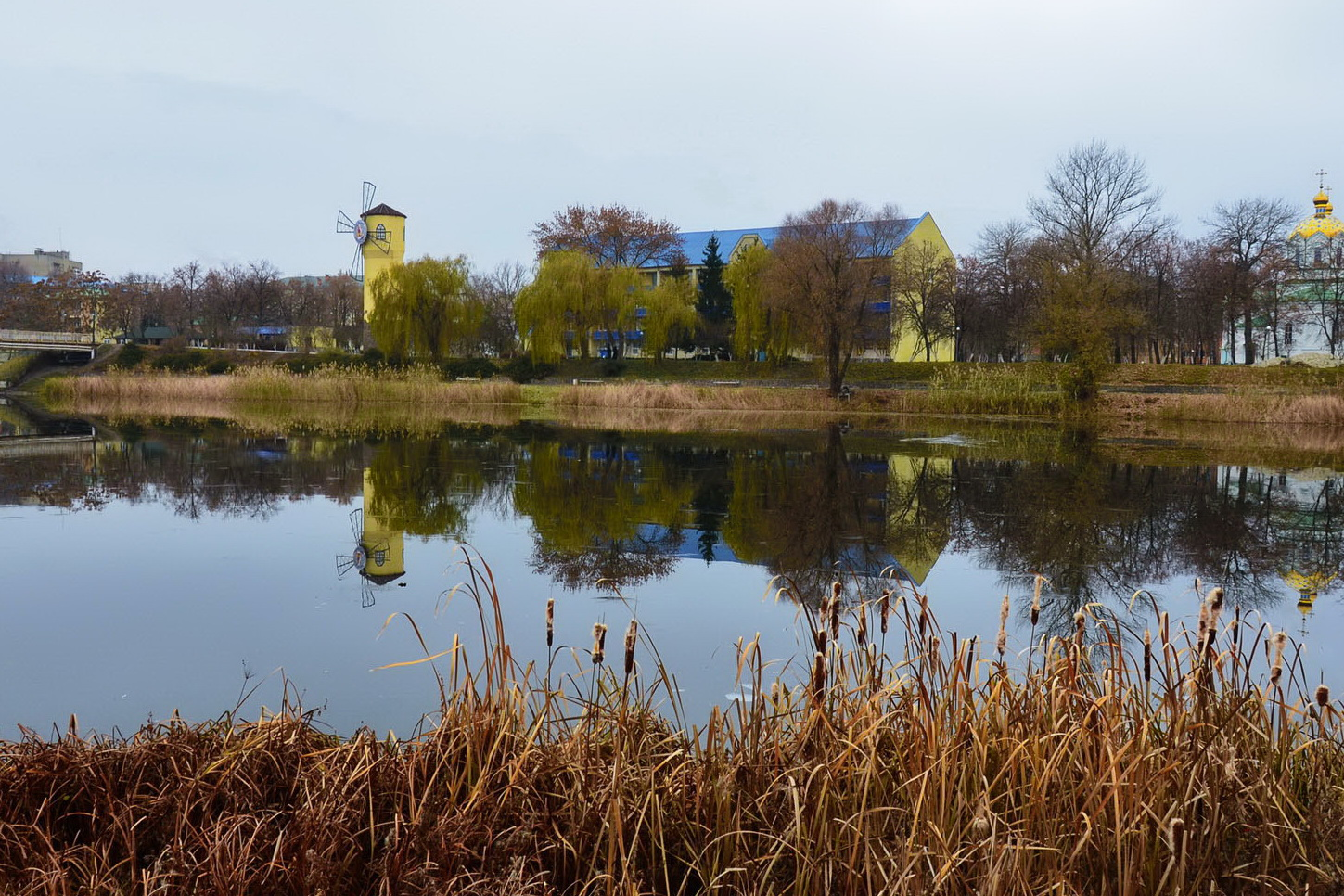
Листопад у Миргороді
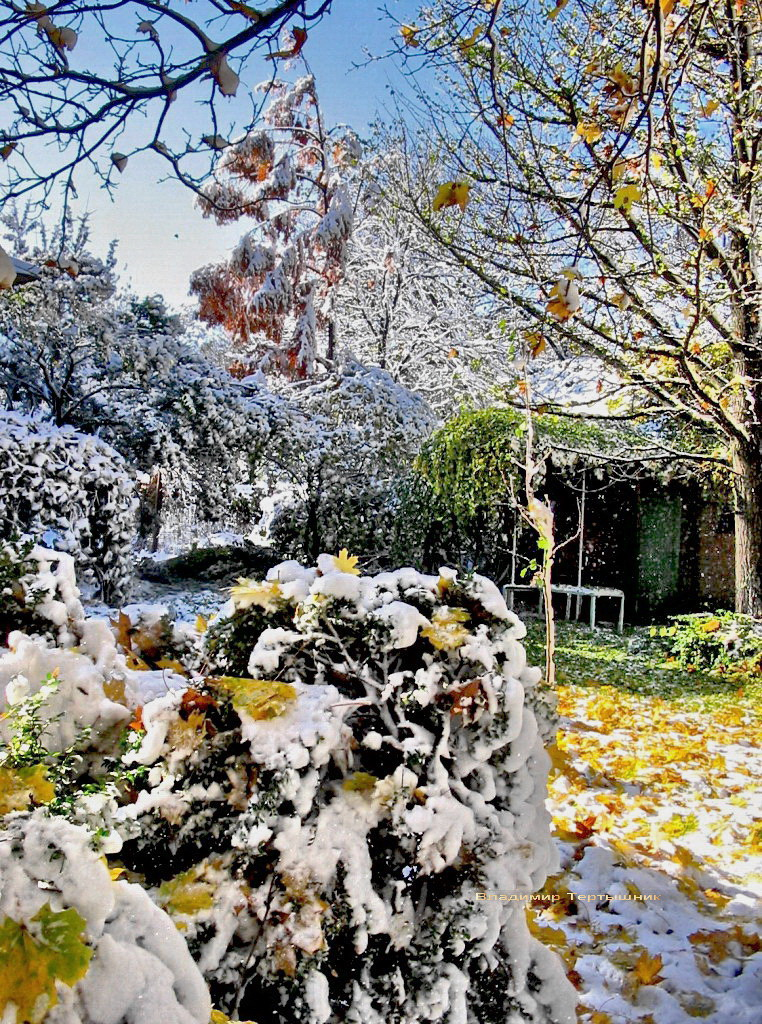
Листопад 2006 року
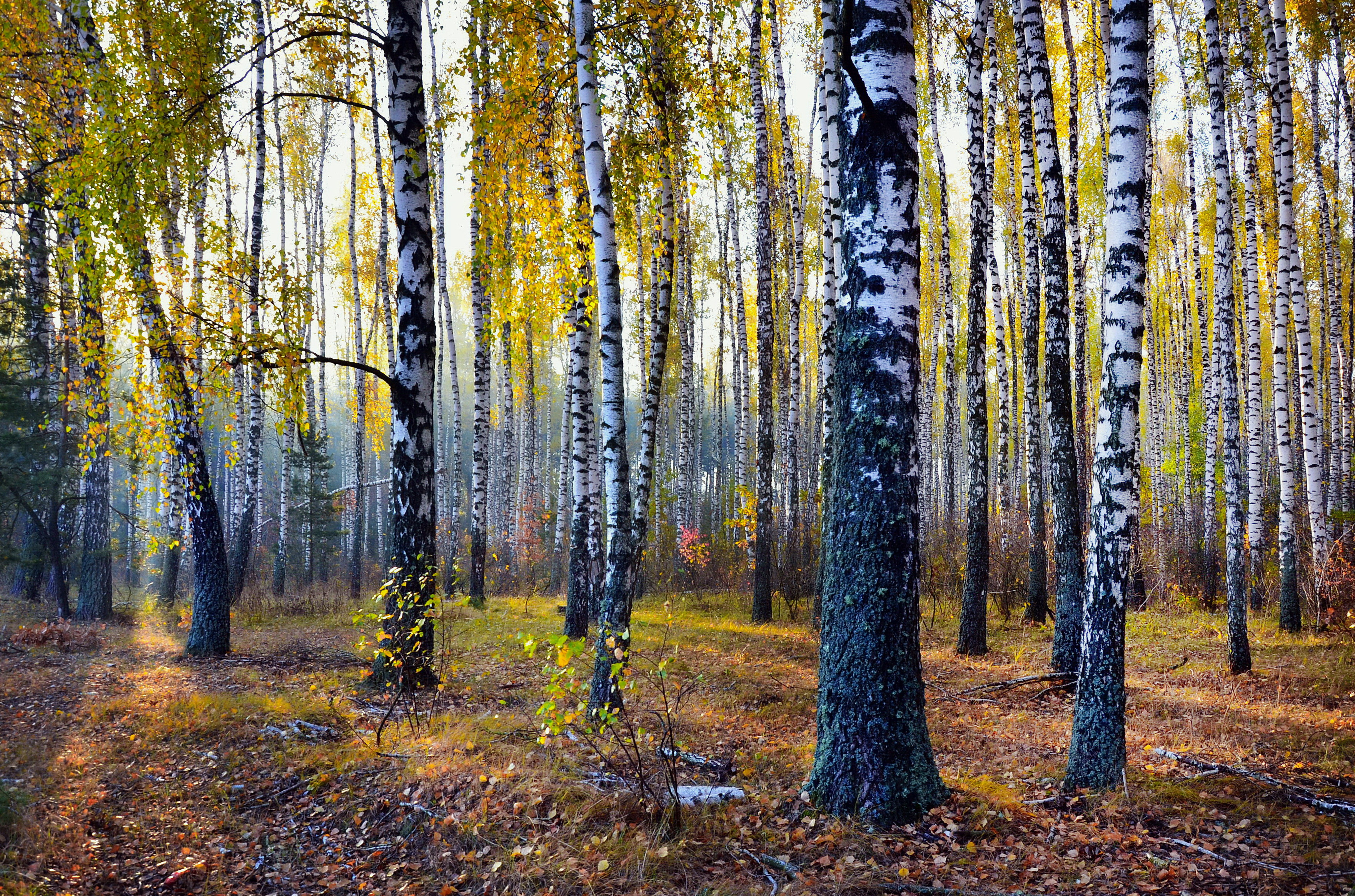
Листопад біля м. Лебедина

## Свята і пам'ятні дні

### Офіційні в Україні
- 3 листопада
  - День інженерних військ
  - День ракетних військ і артилерії
- 4 листопада
  - День залізничника
- 9 листопада
  - Всеукраїнський день працівників культури та майстрів народного мистецтва
- 16 листопада
  - День працівників радіо, телебачення та зв'язку
- 17 листопада
  - День студента / Міжнародний день студентів
- 18 листопада
  - День сержанта Збройних Сил України
- 19 листопада
  - День скловиробника
  - День працівників гідрометеорологічної служби
- 20 листопада
  - День захисту дітей
- 21 листопада
  - День десантно-штурмових військ Збройних Сил України
  - День Гідності та Свободи
- 28 листопада
  - День працівника системи фінансового моніторингу

#### Рухомі
- Перша неділя листопада
  - День працівника соціальної сфери
- Друга неділя листопада
  - День виноградаря і винороба
- Третя неділя листопада
  - День працівників сільського господарства
- Четверта субота листопада
  - День пам'яті жертв голодоморів[14]

### Інші
- 8 листопада
  - Михайлів день